# 코리아와이드터미널
코리아와이드터미널(영어: Koreawide terminal)은 동대구복합환승센터, 경산시외버스정류장, 서대구고속버스터미널의 발권 및 개표 관리를 담당하고 있다.

## 소유 터미널
- 동대구복합환승센터
- 경산시외버스정류장
- 서대구고속버스터미널